# Willem al III-lea al Țărilor de Jos
Willem al III-lea (Willem Alexander Paul Frederik Lodewijk), (n. 19 februarie 1817, Brussel, Comunitatea Francofonă din Belgia⁠(d), Belgia – d. 23 noiembrie 1890, Apeldoorn, Gelderland, Țările de Jos) a fost rege al Țărilor de Jos și Mare Duce de Luxembourg din 1849 până la moartea sa și Duce de Limburg până la abolirea Ducatului în 1866.

## Biografie
William s-a născut la Bruxelles, fiul  regelui Willem al II-lea al Țărilor de Jos și al reginei Anna Pavlovna, fiica Țarului Paul I al Rusiei și a Țarinei Maria Feodorovna. 
S-a căsătorit cu verișoara sa primară, Sofia de Württemberg, fiica regelui Wilhelm I de Württemberg și a Marii Ducese Ecaterina Pavlovna a Rusiei, la Stuttgart la 18 iunie 1839. Mariajul a fost nefericit. Sofia de Württemberg era liberală și ura înclinațiile spre dictatură. Willem era simplu, conservator și iubea armata.

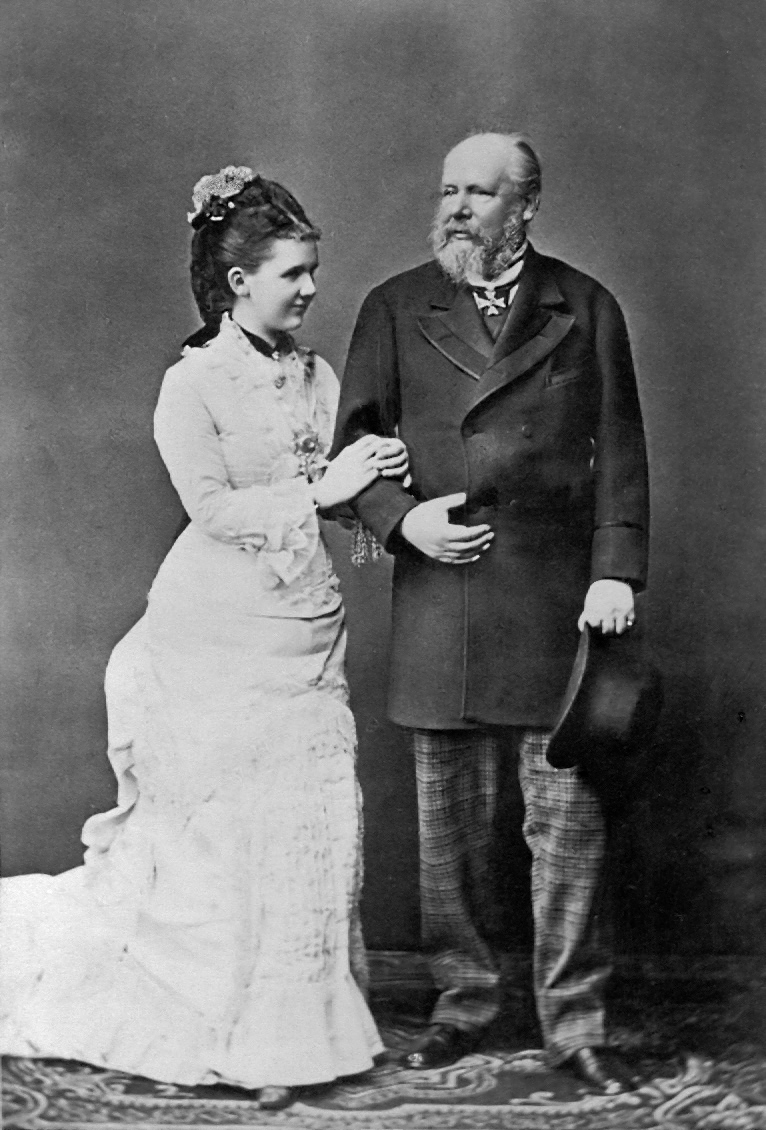
Regele William și a doua lui soție, Emma.

În 1877, regina Sofia a murit. În același an, regele William și-a anunțat intenția de a se căsători cu Eleonore d'Ambre, o cântăreață de operă franceză, pe care a înnobilat-o cu titlul de Contesă d'Ambroise – fără consimțământul guvernului. Sub presiunea făcută de guvern, a abandonat planurile de nuntă.
În 1879, regele Willem a decis să se căsătorească cu Prințesa Emma de Waldeck și Pyrmont. Unii politicieni n-au fost de acord din cauza diferenței de vârstă; Emma era cu 41 de ani mai mică decât William. În cele din urmă nunta are loc la 7 ianuarie 1879 la Arolsen. Emma n-a fost prima lui alegere, Willem fusese refuzat de sora Emmei, Prințesa Pauline de Waldeck și Pyrmont și de Prințesa Thyra a Danemarcei.
William speră ca odată cu această căsătorie să rezolve problema succesiunii dinastice și să evite stingerea glorioasei Case de Orania Nassau. Împreună cu prima soție avusese trei fii însă nici unul nu era apt să devină rege: Prințul Willem de Orania se retrage la Paris unde duce o existență bulevardieră; moare la 38 de ani, cu 11 ani înaintea propriului tată. Prințul Mauritz a murit la vârsta de 7 ani, iar Prințul Alexandru era cu handicap mintal.  
După primul an de căsnicie, regina îi dăruiește o fiică: Wilhelmina. Emma are o influență bună asupra personalității capricioase a lui William iar mariajul este fericit. Ultimii 10 ani sunt fără dubii cei mai buni ai domniei.
În 1884, după decesul ultimului fiu din primul mariaj, Wilhelmina devine moștenitoarea coroanei.
Regele Willem se îmbolnăvește grav în 1887. Totuși, în 1888, înmânează personal medalia de aur eroului Dorus Rijkers care salvase viața a 20 de oameni. Moare la Het Loo în 1890. Pentru că Wilhelmina este minoră, Emma devine regentă pentru fiica ei. Va rămâne regentă până când Wilhelmina împlinește 18 ani în 1898. Marele Ducat de Luxemburg nu putea fi moștenit decât pe linie masculină și acesta revine lui Adolph, fostul Duce de Nassau.